# جودي هولت
جودي هولت (بالإنجليزية: Judy Holt)‏ هي ممثلة بريطانية، ولدت في 15 أغسطس 1960 في فارنورث في المملكة المتحدة.

## وصلات خارجية
- جودي هولت على موقع IMDb (الإنجليزية)
- جودي هولت على موقع قاعدة بيانات الفيلم (الإنجليزية)